# يوجينة وانغ
يوجينة وانغ هي أحيائية كندية، ولدت في 26 فبراير 1945.